# أحمد زوغو
أحمد زوغو أو سكندر بيك الثالث ملك الألبان (بالألبانية: Ahmet Zogu‏) واسمه الكامل أحمد مختار بيه زوغوللي 8 أكتوبر 1895 - 9 أبريل 1961، وهو ملك ألبانيا من الفترة ما بين 1928 - 1939، وتقلد قبلها منصب رئيس وزراء ألبانيا (1922-1924) ثم رئيس ألبانيا (1925-1928).

## أهله وبداية مسيرته السياسية
ولد أحمد مختار بيه زوغوللي سنة 1895 في قلعة بورگاييت بالقرب من بلدة بوريل في الدولة العثمانية، وهو الابن الثاني لجمال باشا زوغللي والأول من زوجته الثانية ساديا توبتاني. وعائلته هي عائلة مُلّاك الأراضي بيكات ولهم سلطة إقطاعية على مقاطعة ماتي. وتدّعي أسرة والدته توبتاني بأنهم ينحدرون من أخت سكندربيك أعظم أبطال ألبانيا الوطنيین في القرن 15.
تلقّى زوغوللي تعليمه في ثانوية غالاتاساراي في إسطنبول، عاصمة الدولة العثمانية المتداعية التي كانت تسيطر على ألبانيا. بعد وفاة والده حوالي 1908، وأصبح زوغو حاكما على ماتي متجاوزا أخاه الأكبر جليل بي زوغوللي. في سنة 1912 وقّع على إعلان استقلال ألبانيا ممثلا عن منطقة ماتي.
تطوّع زوغوللي خلال الحرب العالمية الأولى إلى جانب الإمبراطورية النمساوية المجرية. واعتقل في فيينا سنة 1917 و 1918 ثم في روما في 1918 و 1919 قبل أن يعود إلى ألبانيا سنة 1919. خلال فترة وجوده في فيينا، فإنه نشأ متمتعا بأسلوب حياة أوروبا الغربية، وقد قيل بأنه حظي بشعبية كبيرة عند نساء فيينا.
ساهم زوغوللي عند عودته إلى وطنه في الحياة السياسية للحكومة الألبانية الوليدة التي أُنشئت بعيد الحرب العالمية الأولى. وكان مناصروه من السياسيين مُلّاك الأراضي الجنوبية الإقطاعيين من الباكاوات والعائلات النبيلة في الشمال بجانب التجار والصناعيين والمثقفين. وفي الفترة (1920-1921) شغل زوغوللي منصب محافظ شكودر، ثم وزير الداخلية (مارس إلى نوفمبر 1920، 1921-1924)، وقائد القوات الألبانية (1921-1922).
وفي سنة 1922 غيّر أحمد زوغللي اسم العائلة رسميا من الاسم التركي زوغللي إلى زوغو والتي تعني «الطير» بالألبانية.
كان من الخطورة في ذلك الوقت أن تنخرط بالسياسة في ألبانيا. فقد تعرّض زوغو لإطلاق نار وجرح داخل البرلمان سنة 1923. ثم نشأت أزمة في 1924 بعد اغتيال أفني رستمي أحد معارضي زوغو الصناعيين، مما أدّى إلى ثورة اليساريين فأجبروا زوغو ومعه 600 من حلفائه إلى نفيهم في يونيو 1924. ولكنه عاد إلى ألبانيا بدعم أساسي من القوات اليوغوسلافية وجيش الحركة البيضاء الروسي وأصبح رئيسا للوزراء.

## رئيس ألبانيا
انتخب المجلس التأسيسي أحمد زوغو رسميا أول رئيس لألبانيا في 21 كانون الثاني 1925، فتولى المنصب في 1 فبراير لفترة سبع سنوات. وقد اتبعت حكومة زوغو النموذج الأوروبي بالرغم من أن مناطق كبيرة من ألبانيا حافظت على البنية الاجتماعية التي لم تتغير منذ أيام الحكم العثماني، ومعظم القرى هي مزارع إقطاعية يديرها البايات.
وفي يوم 28 يونيو عام 1925 أهدى زوغو سفيتي نعوم إلى يوغوسلافيا كبادرة امتنان للمساعدة اليوغوسلافية له.
سنَّ زوغو عدة تغييرات رئيسة. من ضمنها منع القسوة ضد الحيوانات. وكانت إيطاليا هي الحليف الرئيسي له خلال حكمه، وقد أقرضت حكومته الأموال مقابل القيام بدور أكبر في سياسة ألبانيا المالية. وكذلك قضى تدريجيا على العبودية المستشرية في ألبانيا خلال رئاسته. وظهرت ألبانيا كدولة ذات سيادة لأول مرة منذ وفاة سكندربيك بدلا من خليط من إقطاعيات الباكوات المحلية. وقد تعرّضت إدارته لخلافات مع زعماء كوسوفو وأكثرهم كان حسن بريشتينا وبيرم كوري.

## ملك ألبانيا

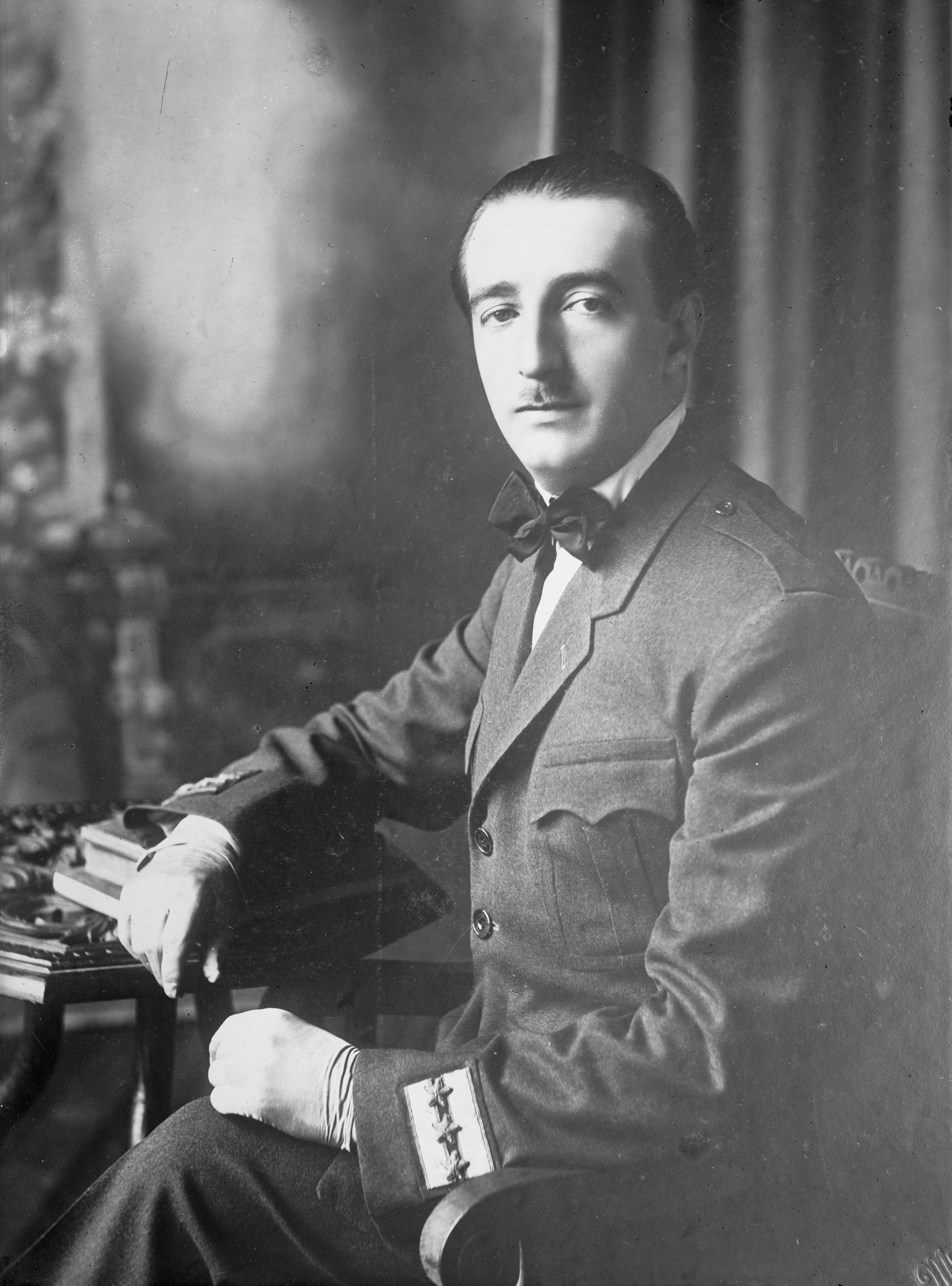
أحمد زوغو

توج زوغو ملكا لألبانيا في 1 سبتمبر 1928 (مبريت أي شكيبتاريف بالألباني)، وعين مشيرا للجيش الملكي الألباني في نفس اليوم. وأعلن أن نظام الحكم هو ملكية دستورية شبيه للنظام المعاصر له في إيطاليا، وخلق نظام شرطة قوي وأنشأ التحية العسكرية الزوغولية (يد منبسطة على القلب والكف إلى الأسفل). وأعلن أنه خليفة سكندربيك، حيث أنه ينحدر من سلالة أخته. وجمع من العملات الذهبية والأحجار الغالية حيث استخدمها كاحتياطي لأول عملة ورقية ألبانية.

المونوغرام الملكي

وسميت أم زوغو باسم الملكة الأم لألبانيا، وأطلق على أخوته لقب الإمارة. وقد تزوجت أخته الأميرة سنية زوغو (1897-1969) بالأمير شاهزاد محمد عابد أفندي ابن السلطان عبد الحميد الثاني.
في محاولة لتعزيز شرعيته حيث أنه يحكم بنظام ملكي دستوري، فقد منع دستور مملكته أي أمير من الأسرة الملكية أن يتولى منصب وزير أو رئيس الوزراء وتضمنت كذلك الأحكام الواردة في احتمال انقراض سلالة الأسرة الملكية. ومن المفارقات اللاحقة فقد منع الدستور أي اتحاد للعرش الألباني مع الدول الأخرى. بموجب دستور زوغو، فإن ملك الألبان مثل ملك بلجيكا لا يمارس سلطاته الملكية إلا بعد أن يقسم اليمين أمام البرلمان؛ زوغ نفسه أقسم اليمين على الكتاب المقدس والقرآن في محاولة لتوحيد البلاد.
وفي سنة 1929 أوقف أحمد زوغو العمل بالشريعة الإسلامية واستبدلها بالقوانين المدنية المطبقة في سويسرا، متتبعا أثر أتاتورك الذي فعل ذات الشيء قبله بفترة بسيطة من نفس العقد. خلال حكم زوغو الذي جلب الاستقرار لمملكته، فقد طبق نظاما تعليميا حديثا في ألبانيا وحاول عصرنة الجيش الألباني إلا أن تكاليف هذا المشروع كانت باهظة.

### الحياة الملكية
|                                     |  |  |
| وجه قطعة نقد واحد فرنك زوغو وظهرها. |  |  |

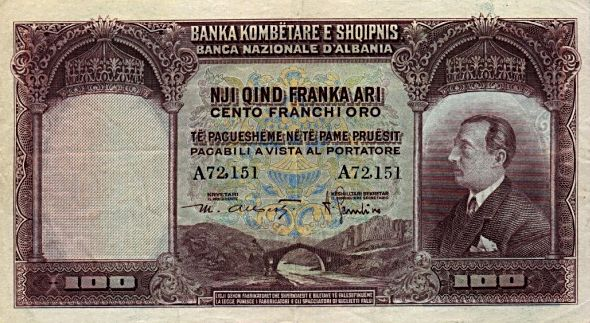
ورقة بنك 100-فرنك لنظام زوغو

بالرغم من أن الملك كان قد ولد من طبقة استقراطية ذات لقب بيك، إلا أنه لم يكن له اعتبار عند باقي الأسر الملكية في أوروبا وذلك لعدم وجود رابط أو صلة قرابة مع الأسر الملكية المعروفة. ومع ذلك فقد كانت صلاته قوية مع العالم العربي، وبالذات مع مصر حيث أن أسرة محمد علي الحاكمة هي من أصول ألبانية. وقد عومل باحترام بصفته الملكية في حكومات كل من إيطاليا ولوكسمبورغ ومصر ويوغسلافيا وفرنسا ورومانيا واليونان وبلجيكا وبلغاريا وهنغاريا وبولندا وتشيكسلوفاكيا والنمسا. ونظرا لعدم وجود ملاهي ليلية أو مسارح في تيرانا فقد كان الملك يقضي وقته يلعب البوكر مع أخواته. وقد عرف عنه أنه مدخن شره حيث كان يشرب أكثر من 175 سيجارة يوميا.
خطب زوغ من ابنة شوكت بيه فيرلاسي قبل أن يتولى الملك. ولكنه بعد حفل تتويجه ألغى تلك الخطوبة. ووفقا لتقاليد الثأر السائدة في ألبانيا آنذاك، كان لفيرلاسي الحق في قتل زوغ. وقد كون زوغو لنفسه أعداء كثر فالشائعات تقول أنه كان لديه الكثير من ثأرات الدم بما فيها ثأر فيرلاسي. لذا فكثيرا ما كان يحمي نفسه بحارس شخصي ويتجنب الظهور العلني. هذا بالإضافة إلى خوفه من قتله مسموما، لذا فقد جعل الملكة الأم هي المشرفة على المطبخ الملكي.
اشتهر بأنه خلال حكمه نجا من أكثر من 55 محاولة اغتيال. وقعت إحداها في 21 فبراير 1931 عند زيارته لدار أوبرا فيينا. حيث تعرض لهجوم عندما هم بركوب سيارته، ولكنه نجا خلال تبادله إطلاق النار مع المهاجمين بمسدسه البستول الذي يحمله دائما. وتلك هي المرة الوحيدة في التاريخ الحديث التي يتبادل فيها رأس الدولة إطلاق النار شخصيا مع مهاجميه.
في أبريل 1938 تزوج زوغو من الكونتيسة جير الدين أبوني دي ناجي أبوني نصف مجرية ونصف أمريكية كاثوليكية من الأسر الأرستقراطية، حيث أنجبت طفله الوحيد صاحب السمو الملكي وولي العهد الأمير ليكا في ألبانيا في 5 أبريل 1939.

## علاقته مع إيطاليا
دعمت حكومة بنيتو موسوليني الإيطالية الفاشية زوغو منذ بداية حكمه، وقد أدى هذا الدعم إلى زيادة النفوذ الإيطالي في الشؤون الألبانية. فقد أجبروا زوغو على رفض تجديد معاهدة تيرانا الأولى (1926) بالرغم ابقاء زوغو على الضباط البريطانيين في الدرك كنوع من المحافظة على التوازن ضد الإيطاليين الذين ضغطوا على زوغ لإزالتهم.
خلال فترة الكساد الاقتصادي العالمي أوئل الثلاثينات من القرن العشرين، اعتمدت حكومة زوغو اعتمادا كليا على موسوليني، لدرجة أن إدارة بنك ألبانيا الوطني موجودة في روما، حيث الحاجة إلى الحبوب لاستيرادها، وقد هاجر الكثير من الألبان إلى إيطاليا، وسمح للمستوطنين الطليان بالاستقرار في ألبانيا. حتى جاءت سنة 1932 و1933 حيث عجزت الحكومة الألبانية من دفع فوائد القروض لجمعية التنمية الاقتصادية الألبانية، فاستخدم الإيطاليون ذلك كذريعة للمزيد من الهيمنة. فطالبوا بضرورة جعل قيادة الدرك في تيرانا إليهم، وانضمام مملكة إيطاليا إلى الاتحاد الجمركي، ومنحهم السيطرة على السكر الألباني والبريد واحتكار الكهرباء. وأخيرا طالبت إيطاليا الحكومة الألبانية بجعل اللغة الإيطالية تدرس في جميع المدارس الألبانية، وهو المطلب الذي رفضه زوغو بسرعة. وفي تحد للمطالب الإيطالية أمر بتخفيض ميزانية الدولة بنسبة 30 %، وطرد جميع المستشارين العسكريين الإيطاليين، وأمّم مدارس الروم الكاثوليك التي تديرها إيطاليا في شمال ألبانيا لتقليل النفوذ الإيطالي على السكان الألبان. وحاول في سنة 1934 بناء العلاقات مع فرنسا وألمانيا ودول البلقان ولكن دون جدوى، فقد جنحت ألبانيا مرة أخرى إلى الفلك الإيطالي.
بعد يومين من ولادة ابنه ووريثه في 7 أبريل 1939 (الجمعة العظيمة) غزت جيوش موسوليني ألبانيا وعددها 40,000 جندي، حيث لم تواجه مقاومة تذكر. فلم يكن الجيش الألباني مهيأ للمقاومة، وقد هيمن عليه المستشارين والضباط الإيطالين بحيث لم يجعلوه ندا للجيش الإيطالي. ومع ذلك فقد واجه الإيطاليين مقاومة من عناصر صغيرة من الدرك والأهالي. أما الأسرة الحاكمة فبعدما تأكدوا أن حياتهم أصبحت في خطر فقد فروا يوم 16 أبريل إلى الخارج. وفي اليوم التالي وصل وزير الخارجية الإيطالي الكونت تشيانو إلى القصر الملكي في تيرانا، وخلال التفتيش وجد على غرفة ولادة في جناح الملكة حيث رأى كومة من الكتان الملطخ بعد الولادة على الأرض، فركلها قائلا «إن شبل قد فر!».
أعلن موسوليني ألبانيا محمية تحت حكم ملك إيطاليا فيكتور عمانويل الثالث. بينما اصر الألبان على مقاومة الحكم الإيطالي، ولكن وفقا لإدعاء أحد المعاصرين بأن «جزء كبير من السكان قد رحب على وجود الإيطاليين بالتهليل». وقد فر الملك زوغو إلى اليونان ثم تركيا ثم رومانيا وبولندا واستونيا والسويد والنرويج وأخيرا فرنسا. ولكنه مالبث أن غادرها في مايو 1940 بسبب دخول القوات الألمانية لفرنسا حيث اتجه إلى لندن ومعه جزء من ذهب بلده حيث شكل حكومة في المنفى. وبسبب العلاقة الوثيقة التي تربط بريطانيا بألبانيا -حيث أشرف المستشارون العسكريون البريطانيون على الجيش الألباني لمدة عشرين عاما- تسللت مجموعات من الشركات المملوكة للدولة في ألبانيا البلاد للاشراف على المقاومة المسلحة للمحتل.

## الحياة في المنفى

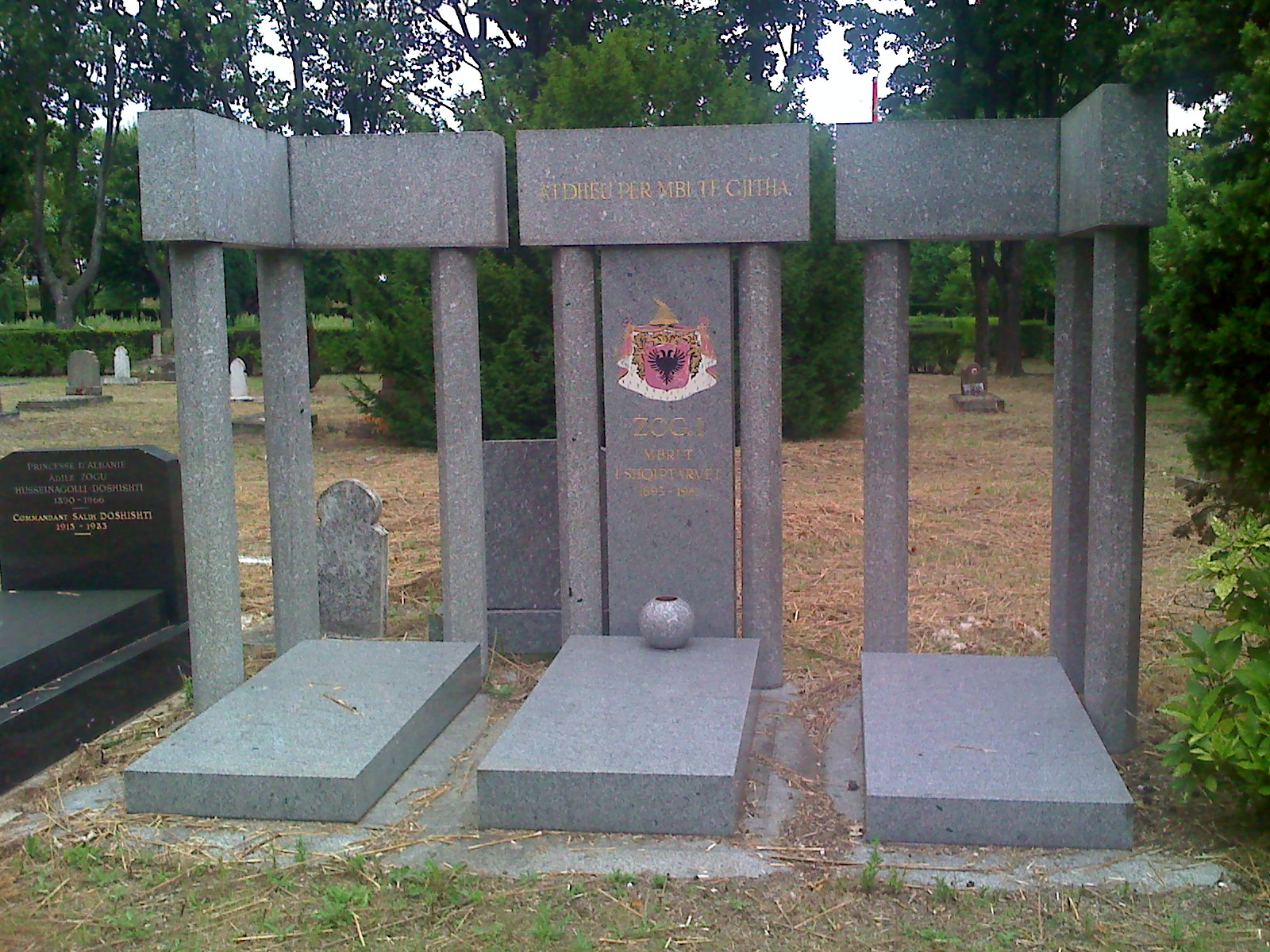
قبر أحمد زوغو في مقبرة تياس الفرنسية.

ذهبت العائلة أولا إلى إنجلترا حيث سكنوا أولا في فندق ريتز في لندن، ثم أمضوا فترة قصيرة في منطقة في بيركشير سنة 1941 (بجوار المدرسة التي درست فيها بنات أخته في اسكوت)، ثم انتقلوا إلى بارمور بريف فريث في باكينجهامشير حيث يوجد بعض موظفي بلاطه يقطنون بالقرب منها.
ثم انتقلت معظم أسرة زوغو من إنجلترا للعيش في مصر بطلب من الملك فاروق والذي أطيح به سنة 1952. فانتقلت الإسرة إلى فرنسا سنة 1955. وقد كان الملك زوغو قد اشترى مبنى نولوود في موتنتاون في نيويورك، ولكنه لم يسكن هذا المبنى ذو الستون غرفة وباعه سنة 1955.
استقر زوغو في فرنسا وبقي فيها حتى توفي في مستشفى فوش في سورسنيز هوت دو سين يوم 9 أبريل 1961 بعمر 65 سنة بعد إصابته بمرض خطير. ودُفن في مقبرة تياس في باريس. وقد أعلنت الجالية الألبانية في المنفى بعد وفاته أن الأمير ليكا قد أصبح ملكا لألبانيا.
توفيت أرملته الملكة جيرالدين، لأسباب طبيعية في عام 2002 عن عمر يناهز ال 87 في المستشفى العسكري في تيرانا، ألبانيا.

## الإرث السياسي
كان هناك ثلاث مجموعات مقاومة تعمل في ألبانيا خلال الحرب العالمية الثانية: القوميين والملكيين والشيوعيين. اختارت بعض تلك التنظيمات التعاون. إلا أن الشيوعيون فضلوا عدم التعاون مع جماعات المقاومة الأخرى وسيطروا على البلاد، وتمكنوا من هزيمة بقايا النازيين بمساعدة الأسلحة البريطانية والمعونات حيث الحرب قاربت على الانتهاء.
وبعد انتهاء الحرب وبرعاية بريطانية طالب الملك زوغو استعادة عرشه. وحاولت بعض القوات الموالية له شن عمليات تخريب وغزو، ولكنهم كانوا دائما يتعرضون لكمائن بسبب المعلومات الاستخباراتية التي يرسلها الجاسوس كيم فيلبي إلى الاتحاد السوفياتي. واضحت ألبانيا الآن شيوعية بقيادة أنور خوجا الذي بقي في السلطة لمدة 45 عاما. وفي استفتاء 1997 الذي اقترح استعادة الملكية في نجل زوغو وهو ليكا زوغو والذي نصب منذ سنة 1961 باسم «ليكا الأول ملك الألبان». ولكن جاءت النتائج الرسمية ان ثلثي الناخبين يفضلون استمرار الحكم الجمهوري. ولكن جلالة الملك ليكا اعتبر أن النتيجة مزورة، وحاول اشعال انتفاضة مسلحة: على الرغم من فشله ونفيه إلى الخارج إلا أنه عاد ويعيش الآن في تيرانا. وأعادت الحكومة الألبانية تسمية الشارع الرئيسي في تيرانا باسم جادة زوغو الأول.

## ولي العهد السابق
كان الوريث الافتراضي لمنصب ولي العهد قبل ولادة الأمير ليكا هو ابن الأميرة نافية أخت الملك: الأمير تاتي أسعد مراد كريزيو من مواليد تيرانا 24 ديسمبر 1923. حيث أصبح القائد الفخري للجيش الملكي الألباني سنة 1928 وهو في سن الخامسة. وجعلوه الوريث الافتراضي بمسمى صاحب السمو ولقب «أمير كوسوفا» (pric i kosoves) في 1931. وقد انتقل إلى فرنسا بعد نفى الأسرة الملكية حيث توفي في أغسطس 1993.

## وصلات خارجية
- أحمد زوغو على موقع الموسوعة البريطانية (الإنجليزية)
- أحمد زوغو على موقع مونزينجر (الألمانية)
- أحمد زوغو على موقع إن إن دي بي (الإنجليزية)
- البلاط الملكي الألباني-الموقع الرسمي
- جمعية أبحاث بلاط الملك زوغو الأول